# Assemblée nationale (Tanzanie)
Pour les autres articles nationaux ou selon les autres juridictions, voir Assemblée nationale.
12e législature
L'Assemblée nationale (en swahili : Bunge ; en anglais : National Assembly) est le parlement monocaméral de Tanzanie qu'elle constitue avec le président de la République.
Composée de 393 membres, elle est chargée de l'adoption des lois. Elle examine également les actions de la branche exécutive du gouvernement.

## Système électoral
L'Assemblée nationale est dotée de 393 sièges pourvus pour cinq ans, par le biais d'un système mixte. Sur ce total, 264 sièges sont pourvus au scrutin uninominal majoritaire à un tour dans autant de circonscriptions électorales, tandis que 113 sièges sont répartis au scrutin proportionnel plurinominal auprès de tous les partis ayant obtenu au moins un siège au scrutin majoritaire, sur la base du total de leurs voix au niveau national. Ces sièges proportionnels ont la particularité d'être réservés aux femmes : les différents partis constituant pour ce faire des listes composées uniquement de candidates. À ces membres directement élus s'ajoutent cinq autres choisis par les membres de la Chambre des représentants de la région autonome de Zanzibar en leur sein, et jusqu'à dix membres nommés par le président tanzanien. Enfin, un dernier membre ex officio s'ajoute à ce total, le procureur général étant membre de droit,.

## Composition
La répartition des sièges découle de l'article 66 de la Constitution de la Tanzanie, après prise en compte de quotas de sièges réservés aux femmes pour satisfaire aux articles 21 et 78, le total de ces sièges réservés ne pouvant être de moins de 15 % du total des membres de l'assemblée,. Elle s'établit en 2020 de la façon suivante : 
| Type                                                                           | Nombre |
| ------------------------------------------------------------------------------ | ------ |
| Élus au sein de circonscriptions au scrutin uninominal majoritaire à un tour   | 264    |
| Sièges réservés aux femmes (Élus au scrutin proportionnel plurinominal)        | 113    |
| Membres de la Chambre des représentants (en) de la région autonome de Zanzibar | 5      |
| Procureur général (ex officio)                                                 | 1      |
| Nommés par le président de Tanzanie                                            | 10     |
| Total                                                                          | 393    |